# Giuseppe Mandolini
Giuseppe Mandolini (Mandello del Lario, 18 novembre 1936) è un pilota motociclistico italiano ritiratosi dall'attività agonistica.

## Carriera
Figlio d'arte, Mandolini iniziò a correre a 18 anni, esordendo a Brescia nel 1955 con una Ducati 125 procuratagli dal padre. Quinto nel campionato italiano Juniores della 125 nel 1956, l'anno successivo divenne pilota ufficiale Ducati, vincendo la classe al Motogiro d'Italia e classificandosi secondo nel campionato italiano Juniores. In seguito si dedica alle gare in salita, laureandosi nel 1959 Campione Italiano della montagna.
Promosso nel 1960 nella categoria Seniores, in quell'anno esordisce nel Motomondiale, terminando al tredicesimo posto la gara della classe 125 al GP delle Nazioni. Mandolini corre con la Ducati 125 fino al 1963; dall'anno successivo è in sella alla FB Mondial 125 due tempi e ad una Moto Guzzi 350 ex ufficiale ottenuta direttamente dalla Casa di Mandello, ottenendo con entrambe le moto il secondo posto nel campionato italiano Seniores 1965. Per la stagione 1966 la Guzzi gli affidò una 500 monocilindrica, progettata dall'ingegnere Giulio Cesare Carcano e mai scesa in pista per le conseguenze del patto di astensione. Con la mezzo litro mandellese Mandolini corse sino al 1970, ottenendo discreti risultati nonostante una caduta a Milano Marittima nel 1966 che lo tenne fermo per quasi un anno.
Le prestazioni di Mandolini con la Guzzi e con la Villa 125 gli valsero l'interessamento dell'Aermacchi, che lo ingaggiò per il GP di Spagna 1970, nel quale fu terzo in 500. La buona prestazione gli valse un ingaggio come pilota ufficiale Aermacchi per il 1971. Mandolini si ritirò a fine 1972 per dedicarsi alla sua attività di imprenditore.

## Risultati nel motomondiale

### Classe 125
| 1960 | Classe | Moto   |    |   |   |   |    |   |    |  |  |  |  |  |  | Punti | Pos. |
| ---- | ------ | ------ | -- | - | - | - | -- | - | -- |  |  |  |  |  |  | ----- | ---- |
| 1960 | 125    | Ducati | NE | - | - | - | NE | - | 13 |  |  |  |  |  |  | 0     |      |

| 1964 | Classe | Moto       |   |   |   |  |   |    |   |   |   |   |     |   |  | Punti | Pos. |
| ---- | ------ | ---------- | - | - | - |  | - | -- | - | - | - | - | --- | - |  | ----- | ---- |
| 1964 | 125    | FB Mondial | - | - | - |  | - | NE | - | - | - | - | Rit | - |  | 0     |      |

| 1969 | Classe | Moto  |   |   |   |  |   |   |   |   |   |    |   |   |  | Punti | Pos. |
| ---- | ------ | ----- | - | - | - |  | - | - | - | - | - | -- | - | - |  | ----- | ---- |
| 1969 | 125    | Villa | - | - | - |  | - | - | - | - | - | NE | 8 | 7 |  | 7     | 26º  |

| 1970 | Classe | Moto  |   |  |   |   |   |   |   |   |   |    |   |   |  | Punti | Pos. |
| ---- | ------ | ----- | - |  | - | - | - | - | - | - | - | -- | - | - |  | ----- | ---- |
| 1970 | 125    | Villa | - |  | 6 | - | - | - | - | - | - | NE | - | 5 |  | 11    | 16º  |

| Legenda | 1º posto        | 2º posto            | 3º posto            | A punti      | Senza punti        | Grassetto – Pole position Corsivo – Giro più veloce |
| Legenda | Gara non valida | Non qual./Non part. | Ritirato/Non class. | Squalificato | '-' Dato non disp. | Grassetto – Pole position Corsivo – Giro più veloce |

### Classe 250
| 1972 | Classe | Moto   |   |   |   |   |  |   |   |   |   |   |   |   |     | Punti | Pos. |
| ---- | ------ | ------ | - | - | - | - |  | - | - | - | - | - | - | - | --- | ----- | ---- |
| 1972 | 250    | Yamaha | - | - | - | - |  | - | - | - | - | - | - | - | Rit | 0     |      |

| Legenda | 1º posto        | 2º posto            | 3º posto            | A punti      | Senza punti        | Grassetto – Pole position Corsivo – Giro più veloce |
| Legenda | Gara non valida | Non qual./Non part. | Ritirato/Non class. | Squalificato | '-' Dato non disp. | Grassetto – Pole position Corsivo – Giro più veloce |

### Classe 500
| 1965 | Classe | Moto       |  |  |    |    |  |  |  |  |  |  |  |   |    | Punti | Pos. |
| ---- | ------ | ---------- |  |  | -- | -- |  |  |  |  |  |  |  | - | -- | ----- | ---- |
| 1965 | 500    | Moto Guzzi |  |  | NE | NE |  |  |  |  |  |  |  | 5 | NE | 2     | 20º  |

| 1967 | Classe | Moto       |    |  |    |  |  |  |  |  |  |  |   |  |    | Punti | Pos. |
| ---- | ------ | ---------- | -- |  | -- |  |  |  |  |  |  |  | - |  | -- | ----- | ---- |
| 1967 | 500    | Moto Guzzi | NE |  | NE |  |  |  |  |  |  |  | 5 |  | NE | 2     | 19º  |

| 1969 | Classe | Moto               |  |  |  |  |  |  |  |  |  |  |     |     |  | Punti | Pos. |
| ---- | ------ | ------------------ |  |  |  |  |  |  |  |  |  |  | --- | --- |  | ----- | ---- |
| 1969 | 500    | Moto Guzzi e Paton |  |  |  |  |  |  |  |  |  |  | Rit | Rit |  | 0     |      |

| 1970 | Classe | Moto      |  |  |  |  |  |  |  |    |  |  |  |   |  | Punti | Pos. |
| ---- | ------ | --------- |  |  |  |  |  |  |  | -- |  |  |  | - |  | ----- | ---- |
| 1970 | 500    | Aermacchi |  |  |  |  |  |  |  | NE |  |  |  | 3 |  | 10    | 16º  |

| 1972 | Classe | Moto      |  |  |  |  |  |  |  |  |  |  |  |  |     | Punti | Pos. |
| ---- | ------ | --------- |  |  |  |  |  |  |  |  |  |  |  |  | --- | ----- | ---- |
| 1972 | 500    | Aermacchi |  |  |  |  |  |  |  |  |  |  |  |  | Rit | 0     |      |

| Legenda | 1º posto        | 2º posto            | 3º posto            | A punti      | Senza punti        | Grassetto – Pole position Corsivo – Giro più veloce |
| Legenda | Gara non valida | Non qual./Non part. | Ritirato/Non class. | Squalificato | '-' Dato non disp. | Grassetto – Pole position Corsivo – Giro più veloce |